# Via Alpina
Pour les articles homonymes, voir Alpina.
La Via Alpina est un réseau de sentiers de randonnée pédestre alpin qui relie Trieste à Monaco, et qui propose cinq itinéraires sur l'ensemble des huit pays alpins : la Slovénie, l'Italie, l'Autriche, l'Allemagne, le Liechtenstein, la Suisse, la France et Monaco.

## Organisation
La Via Alpina a été initiée par la GTA en 1999 et officiellement créée en 2000 en collaboration avec diverses organisations publiques et privées des huit pays. Entre 2001 et 2008, le projet a reçu des subventions de l'Union européenne dans le cadre du fonds pour le développement régional (à hauteur de 50 % – Slovénie : 75 % à partir de 2004 – des frais engendrés par les pays membres de l'UE). Depuis 2005, la Via Alpina est, en outre, un projet officiel de la Convention alpine, puisqu'elle contribue à l'encouragement d'un développement durable dans l'espace alpin. De nombreuses offres spéciales, comme des tours organisés, avec transport, hébergement, animations culturelles et historiques ainsi que des offres pour les enfants et les personnes âgées animent le parcours et contribuent au rayonnement de la région.
Le secrétariat international du projet a été assuré par la GTA elle-même jusque fin 2013, et, depuis, par la Commission internationale pour la protection des Alpes (CIPRA). Sur le plan local, un secrétaire national est désigné dans chaque État. La GTA assure toujours cette fonction pour la France. Pour la Suisse, il s'agit de Suisse Rando et à Monaco du Club alpin monégasque.

## Parcours

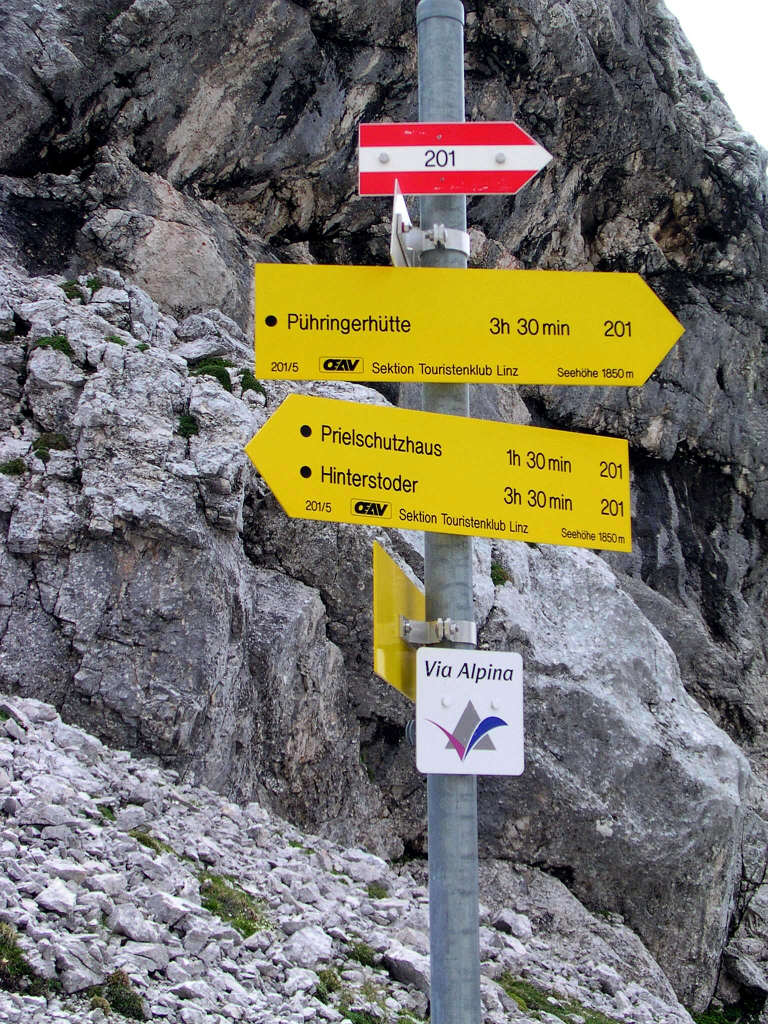
Panneau d'indication jalonnant la Via Alpina.

Pour la Via Alpina, aucun nouveau chemin ni aucune nouvelle infrastructure n'a été mise en place (c'est le réseau existant des chemins touristiques et refuges qui est utilisé). Le logo Via Alpina a été rajouté à l'ancienne signalisation. 340 lieux d'étape sont équipés de panneaux d'information multilingues.
Les cinq parcours totalisent plus de 5 000 km de sentiers et 342 étapes journalières :
- Italie : 121 étapes ;
- Autriche : 70 étapes ;
- Suisse : 54 étapes ;
- France : 40 étapes ;
- Allemagne : 30 étapes ;
- Slovénie : 22 étapes ;
- Liechtenstein : 3 étapes ;
- Monaco : 1 étape.

### Itinéraire rouge
L'itinéraire rouge est, avec ses 161 étapes journalières, l'itinéraire central de la Via Alpina et le seul à passer par chacun des pays, permettant de découvrir divers modes de vie.
Il passe par les massifs suivants : Alpes juliennes - Karavanke - Alpes carniques - Dolomites - Alpes de Zillertal - Alpes de Tux - Karwendel - Wetterstein - Alpes de Lechtal - Alpes d'Allgäu - massif de Lechquellen - massif du Bregenzerwald - Rätikon - Silvretta - chaîne de Sesvenna - massif de l'Ortles - chaîne de Livigno - chaîne de la Bernina - Alpes lépontines - Alpes valaisannes - Alpes bernoises - massif du Giffre - Aiguilles Rouges - massif du Mont-Blanc - Alpes grées - massif du Mont-Cenis - Massif des Cerces - massif des Écrins - massif du Queyras - massif d'Escreins - massif de Chambeyron - massif du Mercantour-Argentera - Alpes ligures - Préalpes de Nice.
Les étapes :

### Itinéraire vert

Symbole de la Via Alpina 1 (vert) en Suisse.

L'itinéraire vert est, avec ses 13 étapes, le plus court mais l'un des plus variés de la Via Alpina, à travers notamment l'Oberland bernois. Il propose le triptyque Eiger - Mönch - Jungfrau. En 17 étapes, il relie Vaduz, capitale du Liechtenstein et Montreux au bord du lac Léman en traversant 14 cols des Alpes suisses et six cantons. 
Il passe par les massifs suivants : Rätikon - Préalpes appenzelloises - Alpes glaronaises - Alpes uranaises - Alpes bernoises - Préalpes bernoises - Préalpes vaudoises.

### Itinéraire jaune
L'itinéraire jaune comporte 40 étapes et permet de découvrir l'univers des glaciers mais aussi l'histoire d'Ötzi, trouvé non loin du plus haut point de la Via Alpina, le refuge du Similaun (3 019 m).
Il passe par les massifs suivants : Alpes juliennes - Alpes carniques - Dolomites - Alpes de l'Ötztal - Alpes de Lechtal - Alpes d'Allgäu.

### Itinéraire bleu
L'itinéraire bleu comporte 61 étapes.
Il passe par les massifs suivants : Alpes valaisannes - Alpes pennines - massif du Grand-Paradis - Alpes grées - Alpes cottiennes - massif de Chambeyron - massif du Mercantour-Argentera - Préalpes de Nice.

### Itinéraire violet
L'itinéraire violet propose la découverte de quatre parcs nationaux, mais aussi de la riche culture des Alpes avec la plus grande bibliothèque monastique du monde à l'abbaye d'Admont ou les châteaux royaux bavarois de Hohenschwangau.
Il passe par les massifs suivants : Alpes juliennes - Alpes kamniques - Karavanke - Alpes de Lavanttal - Niedere Tauern - Alpes d'Ennstal - massif mort - massif du Salzkammergut - massif du Dachstein - massif de Tennen - Alpes de Berchtesgaden - Alpes de Chiemgau - Préalpes bavaroises - Alpes d'Ammergau - Alpes d'Allgäu

### Sources
- Vincent Tornay, Via Alpina, 2 500 kilomètres d'une mer à l'autre, éditions Rossolis, 2009  (ISBN 978-2-940365-32-6)